# MTV Video Music Awards 1999
Die Verleihung der MTV Video Music Awards 1999 fand am 9. September 1999 statt. Verliehen wurde der Preis an Videos, die vom 13. Juni 1998 bis zum 11. Juni 1999 ihre Premiere hatten. Die Verleihung fand im Metropolitan Opera House in New York City, New York statt. Moderator war Chris Rock.
Gewinnerin des Abends war Lauryn Hill, die insgesamt vier Awards gewann, darunter den Hauptpreis Video of the Year.
Der größte Skandal passierte bei der Verleihung des Best Hip-Hop Video. Während der Zeremonie berührte Diana Ross die bis auf einen Pastie entblößte Brust von Lil Kim.
Dazwischen gab es einige Pannen: Paul McCartney präsentierte den Award Video of the Year und nannte Lauryn Hill „einen Typ namens Lawrence Hill“. Auch etwas kurios war der Auftritt verschiedener Drag Queens, die eine Art Tribut an Madonna darstellen sollte. Während der Verleihung des Viewer’s Choice Awards stürmte ein Mann die Bühne und rief „Wake up at 3“, bevor er von der Security überwältigt wurde.
Eine bedeutsame, versöhnliche Geste war die Präsentation des Best Rap Videos, der von den Müttern der ermordeten Rapper Tupac Shakur und Notorious BIG zusammen mit Will Smith präsentiert wurde. Die beiden Mütter umarmten sich auf der Bühne. Die beiden Rapper galten zu Lebzeiten als Todfeinde. Adam Horovitz von den Beastie Boys reagierte in seiner Rede auf sexuelle Übergriffe bei Woodstock ’99.

## Nominierte und Gewinner
Die jeweils fett markierten Künstler zeigen den Gewinner der Kategorie an.

### Video of the Year
Lauryn Hill – Doo Wop (That Thing)
- Backstreet Boys – I Want It That Way
- Korn – Freak on a Leash
- Ricky Martin – Livin’ la Vida Loca
- Will Smith (feat. Dru Hill & Kool Moe Dee) – Wild Wild West

### Best Male Video
Will Smith – Miami
- Eminem – My Name Is
- Lenny Kravitz – Fly Away
- Ricky Martin – Livin' la Vida Loca

### Best Female Video
Lauryn Hill – Doo Wop (That Thing)
- Jennifer Lopez – If You Had My Love
- Madonna – Beautiful Stranger
- Britney Spears – … Baby One More Time

### Best Group Video
TLC – No Scrubs
- Backstreet Boys – I Want It That Way
- Limp Bizkit – Nookie
- ’N Sync – Tearin’ Up My Heart
- Sugar Ray – Every Morning

### Best New Artist in a Video
Eminem – My Name Is
- Kid Rock – Bawitdaba
- Jennifer Lopez – If You Had My Love
- Orgy – Blue Monday

### Best Pop Video
Ricky Martin – Livin’ la Vida Loca
- Backstreet Boys – I Want It That Way
- Jennifer Lopez – If You Had My Love
- 'N Sync – Tearin' Up My Heart
- Britney Spears – ...Baby One More Time

### Best Rock Video
Korn – Freak on a Leash
- Kid Rock – Bawitdaba
- Lenny Kravitz – Fly Away
- Limp Bizkit – Nookie
- The Offspring – Pretty Fly (for a White Guy)

### Best R&B Video
Lauryn Hill – Doo Wop (That Thing)
- Aaliyah – Are You That Somebody?
- Brandy – Have You Ever?
- Whitney Houston (feat. Faith Evans & Kelly Price) – Heartbreak Hotel

### Best Rap Video
Jay-Z (feat. Ja Rule & Amil) – Can I Get A...
- 2Pac – Changes
- DMX – Ruff Ryders' Anthem
- Nas (feat. Puff Daddy) – Hate Me Now

### Best Hip-Hop Video
Beastie Boys – Intergalactic
- Busta Rhymes (feat. Janet Jackson) – What’s It Gonna Be?!
- Lauryn Hill – Doo Wop (That Thing)
- TLC – No Scrubs

### Best Dance Video
Ricky Martin – Livin’ la Vida Loca
- Cher – Believe
- Fatboy Slim – Praise You
- Jordan Knight – Give It to You
- Jennifer Lopez – If You Had My Love

### Best Video From a Film
Madonna – Beautiful Stranger (aus Austin Powers – Spion in geheimer Missionarsstellung)
- Aaliyah – Are You That Somebody? (aus Dr. Dolittle)
- Jay-Z (feat. Ja Rule & Amil) – Can I Get A... (aus Rush Hour)
- Will Smith (feat. Dru Hill & Kool Moe Dee) – Wild Wild West (aus Wild Wild West)

### Breakthrough Video
Fatboy Slim – Praise You
- Busta Rhymes – Gimme Some More
- Eels – Last Stop: This Town
- Eminem (feat. Dr. Dre) – Guilty Conscience
- Korn – Freak on a Leash
- Unkle (feat. Thom Yorke) – Rabbit in Your Headlights

### Best Direction in a Video
Fatboy Slim – Praise You (Regisseur: Torrance Community Dance Group)
- Busta Rhymes (feat. Janet Jackson) – What's It Gonna Be?! (Regisseure: Hype Williams & Busta Rhymes)
- Eminem – My Name Is (Regisseure: Dr. Dre & Phillip Atwell)
- Korn – Freak on a Leash (Regisseure: Todd McFarlane, Graham Morris, Jonathan Dayton & Valerie Faris)
- TLC – No Scrubs (Regisseur: Hype Williams)

### Best Choreography in a Video
Fatboy Slim – Praise You (Choreografen: Richard Koufey & Michael Rooney)
- Ricky Martin – Livin' la Vida Loca (Choreografin: Tina Landon)
- Will Smith (feat. Dru Hill & Kool Moe Dee) – Wild Wild West (Choreografin: Fatima Robinson)
- Britney Spears – ...Baby One More Time (Choreograf: Randy Connor)

### Best Special Effects in a Video
Garbage – Special (Special Effects: Sean Broughton, Stuart D. Gordon & Paul Simpson of Digital Domain)
- The Black Eyed Peas – Joints & Jam (Special Effects: Brian Beletic & Todd Somodivilla)
- Busta Rhymes (feat. Janet Jackson) – What's It Gonna Be?! (Special Effects: Fred Raimondi)
- Korn – Freak on a Leash (Special Effects: Matt Beck, Edson Williams, & the Brothers Strause)
- Madonna – Nothing Really Matters (Special Effects: Johan Renck, Bjorn Benckert & Tor-Bjorn Olsson)
- Will Smith – Miami (Special Effects: Eric Swenson, Andrea Mansour & Simon Mowbray)

### Best Art Direction in a Video
Lauryn Hill – Doo Wop (That Thing) (Art Director: Gideon Ponte)
- Barenaked Ladies – One Week (Art Director: Paul Martin)
- Busta Rhymes (feat. Janet Jackson) – What's It Gonna Be?! (Art Director: Regan Jackson)
- Korn – Freak on a Leash (Art Directors: K. K. Barrett, Todd McFarlane, Terry Fitzgerald & Graham Morris)
- TLC – No Scrubs (Art Director: Regan Jackson)

### Best Editing in a Video
Korn – Freak on a Leash (Editors: Haines Hall & Michael Sachs)
- 2Pac – Changes (Editor: Chris Hafner)
- Cher – Believe (Editor: Scott Richter)
- TLC – No Scrubs (Editor: Harvey White)

### Best Cinematography in a Video
Marilyn Manson – The Dope Show (Kamera: Martin Coppen)
- Hole – Malibu (Kamera: Martin Coppen)
- Korn – Freak on a Leash (Kamera: Julian Whatley)
- Madonna – Beautiful Stranger (Kamera: Thomas Kloss)
- Will Smith – Miami (Kamera: Daniel Pearl)

### Best Artist Website
Red Hot Chili Peppers
- David Bowie (www.davidbowie.com)
- Sheryl Crow (www.sherylcrow.com)
- Jennifer Lopez (www.jenniferlopez.com)
- Limp Bizkit (www.limp-bizkit.com)
- Massive Attack (www.massiveattack.co.uk)
- The Smashing Pumpkins (www.smashingpumpkins.com)

### Viewer’s Choice
Backstreet Boys – I Want It That Way
- Jay-Z (feat. Ja Rule & Amil) – Can I Get A...
- Korn – Freak on a Leash
- Ricky Martin – Livin' la Vida Loca
- 'N Sync – Tearin' Up My Heart
- TLC – No Scrubs

### International Viewer's Choice Awards

#### MTV Australia
Silverchair – Anthem for the Year 2000
- Neil Finn – Sinner
- The Living End – Save the Day
- Powderfinger – Already Gone
- Spiderbait – Stevie

#### MTV Brasil
Raimundos – Mulher de Fases
- Banda Eva – De Ladinho
- Barão Vermelho – Por Você
- Capital Inicial – O Mundo
- Charlie Brown Jr. – Zóio de Lula
- Cidade Negra – Já Foi
- Claudinho e Buchecha – Só Love
- Engenheiros do Hawaii – Eu Que Não Amo Você
- Jota Quest – Sempre Assim
- Kid Abelha – Eu Só Penso em Você
- Leonardo – 120, 150, 200 Km/h
- Nativus – Liberdade pra Dentro da Cabeça
- Os Paralamas do Sucesso – Depois da Queda o Coice
- Pato Fu – Canção pra Você Viver Mais
- Pepê e Neném – Mania de Você
- Sandy & Junior – No Fundo do Coração
- SPC – Sai da Minha Aba (Bicão)
- Skank – Mandrake e os Cubanos
- Caetano Veloso – Sozinho
- Vinny – Shake Boom[5]

#### MTV India
A. R. Rahman – Dil Se Re
- Shankar Mahadevan – Breathless
- Sonu Nigam – Ab Mujhe Raat Din
- Alka Yagnik & Udit Narayan – Kuch Kuch Hota Hain
- Alka Yagnik & Udit Narayan – Mera Mann

#### MTV Korea
H.O.T. – Make a Line
- Cho Sung Mo – To Heaven
- Jinusean – Taekwon V
- No Brain – Youth 98
- Shin Hae Chul – Invitation to My Daily Life
- Yoo Seung Jun – Burning Love

#### MTV Latin America(North)
Ricky Martin – Livin’ la Vida Loca
- Bersuit Vergarabat – Sr. Cobranza
- Café Tacuba – Revés
- Control Machete – Sí, Señor
- Molotov – El Carnal de las Estrellas

#### MTV Latin America (South)
Ricky Martin – Livin' la Vida Loca
- Los Auténticos Decadentes – Los Piratas
- Miguel Mateos – Bar Imperio
- Molotov – El Carnal de las Estrellas
- Los Pericos – Sin Cadenas

#### MTV Mandarin
Shino Lin – Irritated
- Chau Wa-Kin – Someone with a Story
- Valen Hsu – Don't Say Goodbye
- Faye Wong – Quitting in Halfway
- Harlem Yu & Jeff Chang – Love Turning Around
- Zhang Chen-Yu – I Want Money
- Zheng Jun – Happiness

#### MTV Russia
Ricky Martin – Livin' la Vida Loca
- Linda – Otpusti Menyia
- Mumiy Troll – Ranetka
- The Offspring – Pretty Fly (for a White Guy)
- Otpetye Moshenniki – Lyubi Menia, Lyubi
- Britney Spears – ...Baby One More Time

#### MTV Southeast Asia
Parokya ni Edgar – Harana
- Mai Charoenpura – Mai Han Pen Rai
- Krisdayanti – Menghitung Hari
- Poetic Ammo – Everything Changes

## Liveauftritte

### Preshow
- Smash Mouth – All Star
- Blink-182 – What’s My Age Again?/All the Small Things

### Hauptshow
- Kid Rock (feat. Run-DMC, Steven Tyler, Joe Perry & Joe C.) – King of Rock/Rock Box/Bawitdaba/Walk This Way
- Lauryn Hill – Lost Ones/Everything Is Everything
- Backstreet Boys – I Want It That Way/Larger Than Life
- Ricky Martin – She's All I Ever Had/Livin' la Vida Loca
- Nine Inch Nails – The Fragile
- TLC – No Scrubs
- Fatboy Slim – Praise You
- Jay-Z (feat. DJ Clue & Amil) – Jigga My Nigga/Can I Get A.../Hard Knock Life (Ghetto Anthem)
- Britney Spears & 'N Sync – ...Baby One More Time/Tearin' Up My Heart
- Eminem, Dr. Dre & Snoop Dogg – My Name Is/Guilty Conscience/Nuthin’ but a ‘G’ Thang

## Auftritte
- Moby – DJ
- Janet Jackson – präsentierte Best Dance Video
- Puff Daddy & Denise Richards – präsentierte Best Group Video
- Tom Green – trat in verschiedenen Spots für den Viewer's Choice Award auf
- Wyclef Jean & Charlotte Church – präsentierten Best New Artist in a Video
- David Bowie – kündigte Lauryn Hill an
- Will Smith – kündigte Afeni Shakur & Voletta Wallace an und präsentierte Best Rap Video mit ihnen
- Carson Daly & Pamela Anderson – kündigten the Backstreet Boys an
- Gavin Rossdale & Susan Sarandon – präsentierten Best Female Video
- Christina Aguilera & Tommy Lee – präsentierten Best Rock Video
- Janeane Garofalo & Method Man – präsentierte Breakthrough Video
- Mark McGrath & Jennifer Lopez – präsentierte Best Video From a Film
- Johnny Depp – kündigte Nine Inch Nails an
- Limp Bizkit (Fred Durst & Wes Borland) & Heather Locklear – präsentierten Best Pop Video
- Prince – kündigte TLC an
- Mira Sorvino & Freddie Prinze Jr. – präsentierten Best Male Video
- Regis Philbin – kündigte Fatboy Slim, Richard Koufey & the Torrance Community Dance Group an
- Renée Zellweger & Jay Mohr – präsentierten International Viewer's Choice Award
- Stone Cold Steve Austin – kündigte Jay-Z an
- Buddy Hackett, Heather Donahue, Joshua Leonard & Michael C. Williams – präsentierten Best Direction in a Video
- Mary J. Blige & Lil’ Kim – kündigten Diana Ross an & präsentierten Best Hip-Hop Video mit ihr
- Rebecca Romijn-Stamos, Heidi Klum & Tim Robbins – präsentierten Viewer's Choice
- Lars Ulrich – kündigte Eminem an
- Madonna – kündigte Paul McCartney und präsentierte Video of the Year mit ihm